# A Question of Time
| Recensione | Giudizio |
| ---------- | -------- |
| AllMusic   |          |

A Question of Time è un singolo dei Depeche Mode, pubblicato l'11 agosto 1986 come terzo estratto dal quinto album in studio Black Celebration.

## Descrizione
Il brano cantato da Dave Gahan e composto da Martin Gore (che duetta con Gahan su alcuni dei versi finali) contiene riferimenti più o meno espliciti alla pedofilia.
Il riff principale è basato su una traccia di chitarra elettrica campionata colpendone le molle - come consueto per questa fase artistica del gruppo avviata con Construction Time Again (1983), è fatto largo uso di suoni campionati nella sintesi dei suoni. In una retrospettiva su Black Celebration sul sito del progetto Recoil è scritto che parte del suono di basso è stato realizzando percuotendo con una mano la parte terminale di un tubo per aspirapolvere.
Le sessioni di registrazione di A Question of Time cominciarono presso i Westside Studios di Londra per poi essere concluse e rifinite presso l'Hansa Studio di Berlino (dove gran parte di Black Celebration è stato realizzato). Phil Harding ha curato il missaggio del singolo. Il Tulip Mix di Black Celebration e il New Town Mix di A Question of Time sono, invece, stati curati dal produttore discografico Rico Conning.
Il mastering di A Question of Time per l'album è stato realizzato da Tim Young: quinta traccia di Black Celebration si apre con un particolare rumore che nella versione statunitense dell'album è ripetuto due volte.

## Promozione
A Question of Time fu il primo singolo dei Depeche Mode a non avere sul lato B brani inediti dall'uscita di Blasphemous Rumours/Somebody (1984). Compaiono al suo posto, nei vari formati del disco, remix o esecuzioni dal vivo del lato A, di Black Celebration e dei precedenti singoli Stripped e A Question of Lust; tra le registrazioni dal vivo figurano anche due tracce dagli album precedenti: More That a Party, da Construction Time Again (1983), e Something to Do, da Some Great Reward (1984) - brani nella scaletta della performance del 10 aprile 1986 presso il N.E.C. di Birmingham durante il Black Celebration Tour.
Dal 1986 A Question of Time è stata suonata dal vivo almeno una volta durante tutte le tournée dei Depeche Mode ad eccezione del Devotional Tour (1993-1994), degli Ultra Parties (1997) e dell'Exciter Tour (2001). Gore suona il riff principale con una chitarra elettrica nelle esibizioni dell'Exotic Tour/Summer Tour '94, del Touring the Angel (2005-2006), del Tour of the Universe (2009-2010) e del Delta Machine Tour (2013-2014); nelle altre tournée, invece, esegue la sua parte alla tastiera sfruttando i campioni originali. L'esecuzione al Rose Bowl di Pasadena del 18 giugno 1988 è inclusa nell'album dal vivo 101 (1989). Il brano appare anche negli album video Touring the Angel: Live in Milan (2006), Tour of the Universe: Barcelona 20/21.11.09 (2010). e Live in Berlin (2014).

## Video musicale

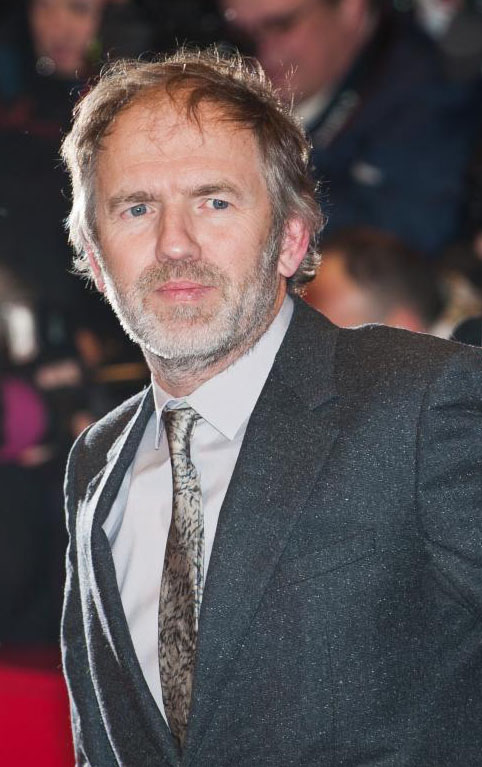
Anton Corbijn (2012)

Il video del brano è il primo diretto da Anton Corbijn, il quale aveva realizzato degli scatti fotografici al gruppo per la rivista statunitense NME. La realizzazione del promo per A Question of Time segnò l'inizio di una longeva collaborazione tra la band e il regista olandese.
Girato a Los Angeles in bianco e nero, mostra un motociclista che porta con sé un neonato abbandonato a bordo di una motocarrozzetta fino ad una casa in cui lo aspettano Alan Wilder e gli altri membri della band. Dopo aver consegnato il bambino al tastierista, il motociclista se ne va. Nelle ultime sequenze i Depeche Mode giocano o sono in posa con il neonato, mentre un orologio rammenta lo scorrere del tempo. Nel video compaiono anche degli spezzoni di un concerto del gruppo registrati durante il Black Celebration Tour.
Il videoclip è contenuto nella raccolta Strange pubblicata dal regista e dalla band nel 1988. Parti del video sono state selezionate per realizzare quello per il singolo Martyr.

## Tracce
Testi e musiche di Martin Lee Gore.
7"
1. A Question of Time (Remix) – 4:04
2. Black Celebration (Live a Birmingham, 10 aprile 1986) – 6:05

12"
Testi e musiche di Martin Lee Gore.
1. A Question of Time (Extended Remix)
2. Black Celebration (Live) – 6:05
3. Something to Do (Live)
4. Stripped (Live)

12" (Regno Unito)
Testi e musiche di Martin Lee Gore.
1. A Question of Time (New Town Mix)
2. A Question of Time (Live)
3. Black Celebration (Black Tulip Mix)
4. More Than a Party (Live)

12" (Stati Uniti)
Testi e musiche di Martin Lee Gore.
1. A Question of Time (Extended Remix) – 6:38
2. Something to Do (Live) – 3:50
3. A Question of Lust (Extended Version) – 6:47
4. Black Celebration (Live) – 6:05

CD (Germania Ovest)
Testi e musiche di Martin Lee Gore.
1. A Question of Time (Extended Remix) – 6:39
2. Stripped (Live) – 6:22
3. Black Celebration (Live) – 5:54
4. Something to Do (Live) – 3:50
5. A Question of Time (Remix) – 4:06

## Formazione
Hanno partecipato alle registrazioni, secondo le note di copertina di Black Celebration:
Gruppo
- Alan Wilder – strumentazione, voce
- Andrew Fletcher – strumentazione, voce
- David Gahan – strumentazione, voce principale
- Martin Gore – strumentazione, voce

Produzione
- Depeche Mode – produzione
- Gareth Jones – produzione
- Daniel Miller – produzione
- Richard Sullivan – ingegneria del suono (Westside)
- Peter Schmidt – ingegneria del suono (Hansa)
- Tim Young – mastering
- M. Atkins – illustrazione
- D. A. Jones – illustrazione
- M. Higenbottam – illustrazione
- Brian Griffin – fotografia copertina
- Stuart Graham – assistenza alla fotografia

## Classifiche
| Classifica (1986)                 | Posizione massima |
| --------------------------------- | ----------------- |
| Finlandia                         | 14                |
| Francia                           | 29                |
| Germania                          | 4                 |
| Irlanda                           | 10                |
| Paesi Bassi                       | 34                |
| Regno Unito                       | 17                |
| Spagna                            | 19                |
| Stati Uniti (dance singles sales) | 34                |
| Sudafrica                         | 26                |
| Svezia                            | 18                |
| Svizzera                          | 9                 |

## Cover
Il gruppo olandese Clan of Xymox ha registrato una reinterpretazione del brano inclusa nel loro album di cover Kindred Spirits (2012).